# Ternowe (rejon kropywnycki)
Ternowe (ukr. Тернове) – wieś na Ukrainie, w obwodzie kirowohradzkim, w rejonie kropywnyckim. W 2001 liczyła 468 mieszkańców, wśród których 438 wskazało jako ojczysty język ukraiński, 20 rosyjski, 1 mołdawski, a 9 ormiański.
Do 2024 roku miejscowość nosiła nazwę Perszotrawenka (ukr. Першотравенка).